# Эмбиент-хаус
Эмбиент-хаус (англ. ambient house) — это поджанр хаус музыки, который впервый возник в конце 1980-х, комбинируя элементы эйсид-хауса и эмбиент-музыки.

## Термин
Впервые термин использовался для промежуточного определения рейв-музыки, пригодной для вдумчивого, домашнего прослушивания. Термин возник в конце 1980-х годов и быстро пропал из лексикона музыкальных критиков того времени из-за появления новых более точных и емких характеристик. Раньше термин эмбиент-хаус часто применяли к неопределенной танцевальной музыке, которая не обязательно использовалась только для танца.

## Характеристики
В своем более строгом виде, эмбиент-хаус подразумевал музыку, использующую первичные элементы эйсид-хаус музыки: средний темп, прямую бочку, синтезаторы и струнные, воздушные вокальные сэмплы.
Опосредованное отношение к стилю имеют многие классики электронной музыки конца прошлого века: The Orb, The KLF, The Irresistible Force, The Future Sound of London и Orbital. Именно эту группу артистов принято объединять в отдельную волну нового танцевального эмбиента. На самом же деле, у вышеуказанных коллективов абсолютно разное звучание, а объединены они по несколько иным принципам: британские проекты-ровесники, всегда делали акцент на смысловую нагрузку своей музыки, тонкий мелодизм и подчеркнутое влияние восточной этники, что в принципе клубной музыке чуждо. Возможно, именно эти факты и послужили поводом для того, чтобы отнести перечисленных артистов к лагерю такого благородного стиля, как эмбиент.

## История
К концу 2010-х жанр получил новую волну популярности на Европейской клубной сцене, где музыкальные продюсеры смешивали оригинальный эмбиент-хаус 1990-х с современными элементами дип-хауса, лоу-файной вариацией аутсайдер-хауса, а также вдохновляясь гараж-хаусом и брейкбитом 1990-х.